# Verbond tot Democratisering der Weermacht
Het Verbond tot Democratisering der Weermacht of (VDW) was een Nederlandse belangenpartij voor krijgsmachtofficieren en -onderofficieren. Verder was het Verbond voorstander van een volksleger en invoering van een algemene dienstplicht. Vrouwen zouden volgens de partij in oorlogstijd als verpleegster moeten worden ingezet. De algemene weerbaarheid van het volk moest worden vergroot.

## Beginselen
Punten die het verbond in zijn programma had, waren:
- meer aandacht voor lichamelijke opvoeding
- sport- en schietoefeningen voor jongeren in alle gemeenten
- kosteloos lager-, middelbaar- en vakonderwijs
- kosteloze gezondheidszorg voor scholieren
- versterking van het leger
- een krachtige vloot
- medezeggenschap van militaire vakbonden
- betere salarissen voor officieren en onderofficieren
- betere pensioenregeling voor officieren en onderofficieren
- steun aan vreedzame beslechting van internationale conflicten
- versterking van de economische weerbaarheid van de bevolking

## Voorman
Lijsttrekker en Kamerlid voor het VDW was Willem Wijk, die zelf onderofficier was.

## Electoraat
Het Verbond haalde in 1918 bijna 7000 stemmen (0,5%), door het toenmalige systeem van restzetelverdeling goed voor 1 zetel. De partij werkte tot 1921 met de Neutrale Partij, de Plattelandersbond, de Middenstandspartij en de Economische Bond samen in de Neutrale fractie onder leiding van Treub. In 1922 verdween het VDW uit de politiek.